# Ecomuseo della Valle d'Itria
L'Ecomuseo della Valle d'Itria è un ecomuseo nato il 13 febbraio 2010. Comprende i comuni di Alberobello, Cisternino, Fasano, Locorotondo, Martina Franca e Monopoli.

## Territorio
L'ecomuseo comprende 6 comuni della Valle d'Itria:
- 3 nella Città Metropolitana di Bari (Alberobello, Locorotondo e Monopoli)
- 2 in Provincia di Brindisi (Cisternino e Fasano)
- 1 in Provincia di Taranto (Martina Franca)

Sede legale del museo è la città di Locorotondo. In ogni comune sono ubicate le sezioni locali.

## Finalità
L'ecomuseo, diretto dall'omonima associazione culturale, si propone di recuperare e promuovere la storia, la cultura, i legami tra ambiente e urbanizzazione, le tradizioni e le pratiche di vita e lavoro, e le produzioni tipiche locali che hanno dato forma nel tempo al paesaggio della Valle d'Itria: trulli, masserie, muretti a secco, ulivi secolari, insediamenti rupestri e tradizione artigiana della pietra, del ferro, del legno, della ceramica e della terracotta.